# Fabrice Jeannet
Fabrice Jeannet (Fort-de-France, 1980. október 20. –) olimpiai, világ- és Európa-bajnok francia párbajtőrvívó. Bátyja, Jérôme Jeannet szintén olimpiai, világ- és Európa-bajnok párbajtőrvívó.